# او-نی-یا
او-نی-یا (به لاتین: U-ni-ya) یک منطقهٔ مسکونی در میانمار است که در Bhamo District واقع شده‌است.